# Charge ponctuelle
Une charge ponctuelle est un modèle idéalisé d'une particule qui possède une charge électrique. Une charge ponctuelle est une charge électrique localisée en un point sans dimensions.

L'équation fondamentale de l'électrostatique est la loi de Coulomb, qui décrit l'action de la force électrique entre deux charges. Le champ électrique associé avec une charge ponctuelle classique croit vers l'infini quand la distance à la charge ponctuelle décroit vers 0, rendant l'énergie (et donc la masse) d'une charge ponctuelle infinie. En électrodynamique quantique, développée en partie par Richard Feynman, la méthode mathématique de renormalisation élimine la divergence infinie de la charge ponctuelle.

Le théorème d'Earnshaw indique qu'un ensemble de charges ponctuelles ne peut être maintenu dans une configuration d'équilibre par la seule interaction électrostatique des charges.